# Dimitrios Loundras
Dimitrios Loundras (em grego:  Δημήτριος Λούνδρας; 6 de setembro de 1885 – 15 de fevereiro de 1970) foi um militar e ginasta grego.
Nos Jogos de Atenas (1896), disputados "em casa", Athanasopoulos competiu apenas por equipes nas barras paralelas. Na disputa, foi um membro da equipe formada ainda por Ioannis Mitropoulos, Ioannis Chrysafis e Filippos Karvelas, segunda colocada no evento, após ser superada pela Alemanha de Carl Schuhmann.
Oficialmente, Dimitrios é o medalhista mais jovem das olimpíadas da era moderna. Quando ganhou a medalha de bronze em 1896, tinha tinha apenas 10 anos e 218 dias de idade.